# نيكي فرانك
نيكي فرانك (بالإنجليزية: Nikki Franke) هي مبارزة بالسيف أمريكية، ولدت في 31 مارس 1951 في نيويورك في الولايات المتحدة.

## وصلات خارجية
- نيكي فرانك على موقع أوليمبيديا (الإنجليزية)